# Regionale raad van Gezer
De regionale raad van Gezer (Hebreeuws: מועצה אזורית גזר) is een regionale raad in Israël.

## Gemeenschappen
| Kibboetsen - Gezer - Hulda - Naän - Netzer Sereni - Shaälvim | Moshaven - Azaria - Beit Oeziel - Ganee Johanan - Jad Rambam - Jasjresj - Jatzitz - Kfar Ben Nun - Kfar Biloe - Kfar Sjmoeël - Matzliach - Misjmar Ajalon - Pedaja - Petachja - Ramot Meir - Sitria | Dorpen - Beit Chasjmonaj - Ganee Hadar - Karmee Josef - Misjmar David - Nof Ajalon |

Abu Basma · Alona · al-Batuf · Be'er Tuvia · Beit She'an Vallei · Bnei Shimon · Brenner · Bustan al-Marj · Centraal Arava · Drom HaSharon · Esjkol · Gan Raveh · Gederot · Gezer · Gilboa · Golan · Gush Etzion · Har Hebron · Hefervallei · Hevel Eilot · Hevel Modi'in · Hevel Yavne · Hof Ashkelon · Hof HaCarmel · Hof HaSharon · Jizreëlvallei · Emek HaYarden · Bik'at HaYarden · Lakhish · Lev HaSharon · Lodvallei · Lager Galilea · Ma'ale Yosef · Mateh Asher · Mateh Binyamin · Mateh Yehuda · Megiddo · Megilot · Menashe · Merhavim · Merom HaGalil · Mevo'ot HaHermon · Misgav · Nahal Sorek · Ramat HaNegev · Sha'ar HaNegev · Sdot Negev · Shafir · Shomron · Tamar · Hoger Galilea · Yoav · Zevoeloen